# Eugène Bourdon

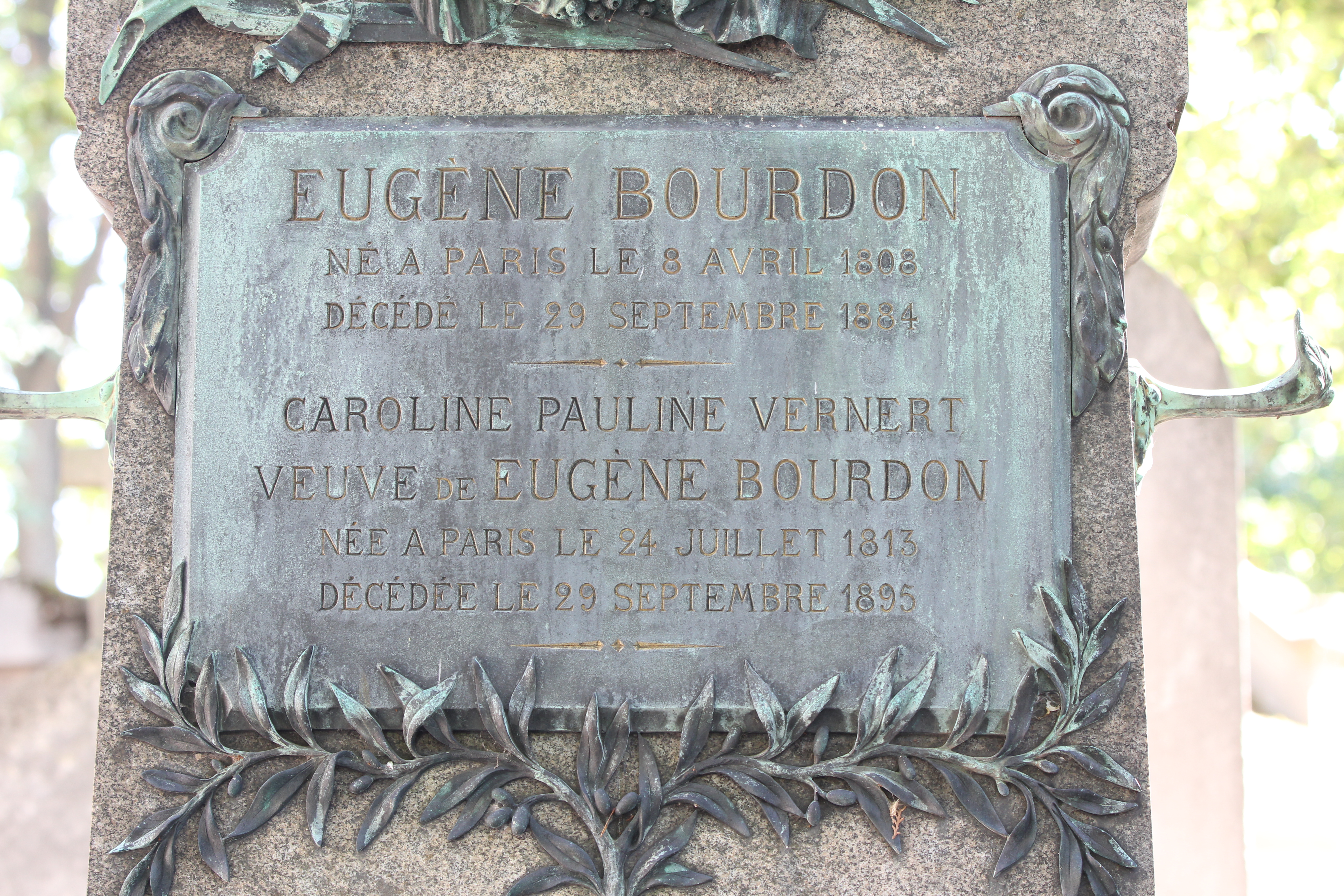
Tumba de Eugène Bourdon en el cementerio del Père Lachaise

Eugène Bourdon (París, 8 de abril de 1808 - Ibíd., 29 de septiembre de 1884) fue un relojero e ingeniero francés que en 1849 inventó el manómetro Bourdon, un aparato para medir la presión que aún se usa hoy en día, capaz de medir hasta 690 MPa (unas 6800 atmósferas), más que los manómetros previos. Esta extensión del rango se hacía necesaria con el desarrollo de la máquina de vapor, que necesitaba trabajar en rangos superiores. Fundó la Bourdon Sedeme Company para fabricar su invento. 
Falleció en París en 1884. Sus restos reposan en el Cementerio del Père-Lachaise (14.ª división).